# Čardačine
Čardačine so naselje v občini Bijeljina, Bosna in Hercegovina. 

## Deli naselja
Čardačine in Glavočor.

## Prebivalstvo
| Pregled števila prebivalcev po letih | Pregled števila prebivalcev po letih | Pregled števila prebivalcev po letih | Pregled števila prebivalcev po letih | Pregled števila prebivalcev po letih | Pregled števila prebivalcev po letih |
| ------------------------------------ | ------------------------------------ | ------------------------------------ | ------------------------------------ | ------------------------------------ | ------------------------------------ |
| 1948                                 | 1953                                 | 1961                                 | 1971                                 | 1981                                 | 1991                                 |
| -                                    | -                                    | -                                    | 441                                  | 452                                  | 370                                  |

| Narodna sestava prebivalstva po letih                                                                                      | Narodna sestava prebivalstva po letih                                                                                      | Narodna sestava prebivalstva po letih                                                                                      |
| --- | --- | --- |
| 1971 | 1981 | 1991 |
| . skupaj: 441 Srbi 438 (99,31 %) Hrvati 0 (0,00 %) Muslimani 0 (0,00 %) Jugoslovani 0 (0,00 %) drugi in neznano 3 (0,68 %) | . skupaj: 452 Srbi 451 (99,77 %) Hrvati 0 (0,00 %) Muslimani 0 (0,00 %) Jugoslovani 1 (0,22 %) drugi in neznano 0 (0,00 %) | . skupaj: 370 Srbi 363 (98,10 %) Hrvati 1 (0,27 %) Muslimani 1 (0,27 %) Jugoslovani 3 (0,81 %) drugi in neznano 2 (0,54 %) |